# I Malavoglia
I Malavoglia est le titre du roman le plus connu de l’écrivain sicilien Giovanni Verga, publié à Milan par l'éditeur Treves en 1881. Il raconte l’histoire d'une famille de pêcheurs qui vit et travaille à Aci Trezza, un petit village sicilien proche de Catane. Cette œuvre a largement inspiré le film de Luchino Visconti La terre tremble, sorti en 1948 en Italie.

## Résumé
L'action se déroule dans un arc de temps allant de 1863 à 1876 et narre l'histoire de la famille Toscano, appelée Malavoglia. Elle est considérée comme ayant une bonne situation en tant que propriétaire de sa maison et d'un petit bateau. Toutefois, après le départ du jeune 'Ntoni, fils de Bastianazzo, padron 'Ntoni, le chef de famille, décide d'acquérir à crédit une carriole de lupins et de les vendre dans un port voisin pour remédier à la perte économique du départ de son petit-fils. Mais la barque transportant les lupins fait naufrage avec Bastianazzo, qui meurt noyé. Pour payer ses dettes, padron 'Ntoni décide de vendre la maison, symbole de l'unité de la famille : c'est le début de la ruine des Malavoglia. Luca, un des enfants de Bastianazzo, est appelé à la guerre et meurt à la bataille de Lissa ; le jeune 'Ntoni devient contrebandier pour aider ses proches, mais finit en prison ; la fille la plus jeune, Lia, voulant chercher fortune ailleurs, se prostitue dans la ville voisine et Mena, sa sœur, est déshonorée quand son fiancé décide de ne plus l'épouser. La mère, Maruzza, meurt du choléra et le vieux padron 'Ntoni également, de vieillesse et accablé par le malheur, seul dans un hôpital. Il n'y a qu'Alessi, le dernier des enfants, qui réussit à résister et finit même par racheter la maison. Quand le jeune 'Ntoni sort de prison et retrouve sa demeure, il n'a pas la force de rester, conscient désormais de son aliénation face au monde.

## Thèmes et style
I Malavoglia est la première œuvre qui aurait dû faire partie de l'inachevé Cycle des vaincus (it) avec Mastro-Don Gesualdo et La duchessa di Leyra (it), romans qui parlent du sujet du progrès du point de vue des « perdants » dans chaque couche sociale. L'auteur a commencé à rédiger La duchessa di Leyra, tandis que les deux autres romans prévus dans le cycle (L'Onorevole Scipioni et L'uomo di lusso) n'ont pas été commencés.
D'un point de vue thématique, le sens général du livre est ainsi celui d'une analyse de la défaite, dans la représentation de ceux qui sont vaincus par les forces sociales du progrès. Ce thème de la défaite se construit sur un plan double : celui collectif, qui représente les désillusions post-unitaires, et celui privé, représenté par le destin des individus qui subissent les bouleversements du monde extérieur. Les deux plans se croisent pour former l'image d'une réalité immobile et sans issue, dominée par un profond pessimisme. Dans I Malavoglia, les personnages ont été représentés unis par la même culture mais partagés par leurs différents choix de vie, dominés par un destin inéluctable
D'un point de vue stylistique, nous trouvons dans le roman la réalisation du critère de l'impersonnalité, rendu à travers l'utilisation systématique du discours indirect libre, qui se retrouve dans l'ensemble de l’œuvre ; l'auteur reproduit certaines caractéristiques du dialecte sicilien, en essayant le plus possible de s'adapter au point de vue des différents personnages, et renonce ainsi à la médiation du narrateur. De plus, la structure narrative, construite en scènes qui se superposent, amène à cacher l'intrigue, suivant le canon vériste du récit qui disparaît, dans lequel on ne voit pas la main de l'auteur. Ainsi, cette œuvre met en avant la technique dite « de la régression » (tecnica della regressione) : l'auteur veut assumer l'optique culturelle de ses propres personnages jusqu'à oublier la sienne, la voix narrative s'ancre à l'intérieur du monde représenté, au même niveau que les personnages, adoptant leur façon de penser et de ressentir, leurs principes moraux et leur horizon culturel.

## Sources
- I Malavoglia, Giovanni Verga, ET Einaudi
- Il nuovo fare letteratura, 3A, Magri et Vittorini, Paravia